# Виридовикс
Виридовикс (на латински: Viridovix) e вожд на галското племе венели (или унели) по времето на завладяването на Галия от Гай Юлий Цезар.
През 56 пр.н.е. той е командир на войската на венелите в битката с легат Квинт Титурий Сабин. Венелите и съюзниците им аулерките, кориосолитите и лексовиите са разгромени от Сабин.